# Кмак, Стив
Стив Кмак (род. 5 сентября 1970 года) — американский музыкант, бас-гитарист, известный по работе с рок-группой Disturbed.
Стив основал группу Disturbed в 1996 году с гитаристом Дэном Донегэном и барабанщиком Майком Венгреном. Вместе с ними записал дебютный для группы альбом The Sickness, выпущенный в 2000 и их второй альбом Believe, выпущенный в 2002 году.
В 2003 году был уволен из группы Дэном Донегэном из-за «личных разногласий» между ним и Дэвидом после окончания тура Music as a Weapon II. Ему на смену пришёл Джон Мойер, который является текущим басистом Disturbed.
Стив Кмак в настоящее время живёт в Чикаго, с женой и двумя детьми.

## Оборудование
Кмак использовал бас-гитары Music Man Sting Ray, обычно пятиструнные.

## Дискография

### Disturbed
- The Sickness (2000)
- Believe (2002)